# ماتس آرن
ماتس آرِن (سوئدی: Mats Arehn؛ زادهٔ ۱۹ ژوئن ۱۹۴۶) کارگردان فیلم و فیلم‌نامه‌نویس اهل سوئد است.
از فیلم‌هایی که وی در آن‌ها نقش داشته‌است، می‌توان به ماریا، استانبول و تابو اشاره نمود.